# Pärnuviken
Pärnuviken (estniska: Pärnu laht) är en vik utmed Estlands sydvästkust. Den ligger i landskapet Pärnumaa, 130 km söder om huvudstaden Tallinn, och utgör Rigabuktens nordöstligaste del. Stadskommunen Pärnu ligger vid vikens inre strand och är omgiven av landskommunerna Tahkuranna och Audru som också har kust mot viken. Viken är kittelformad och dess inre del begränsas av uddarna Kirikunukk i väster och Suurna nina i öster. Längre år sydväst ligger udden Torila ots och öarna Mannö och Kynö. Vattendragen Tuuraste oja, Pärnu och Ura jõgi har sina utflöden i viken.